# Corrêa (sobrenome)
Corrêa (ou Correia) é um sobrenome de origem espanhola e portuguesa, classificado como sendo um toponímico, ou seja, de origem geográfica, indica "um lugar onde há muitas corriolas, tiras ou correias (espécies de plantas )", semelhantes em seus filamentos as correias ou tiras de couro. Sabe-se que essa família é de origem ibérica. Em um documento latim do século XIII figura como alcunha (apelido) de " Dominicus Menendi, clericus, dictus Corrigia", tendo presentes no Brasão dos Correias as 6 correias, originadas do nome.